# Rolf Bauer (Musiker)
Rolf Bauer (* 3. August 1938 in Neunkirchen, Saarland) ist ein deutscher Musiker, Komponist und Schauspieler.

## Leben und Wirken
Der gebürtige Saarländer erhielt mit 14 Jahren Gitarrenunterricht. Ein Jahr später begann er eine Mechanikerlehre, besann sich aber dann wieder seiner künstlerischen Ader und begann mit einem Studium an der Hochschule für Musik und darstellende Kunst im nahe gelegenen Saarbrücken. 1958 belegte er einen weiteren Studiengang (Schauspielerei) am Max-Reinhardt-Seminar in Wien. Im Jahr darauf bildete er sich an der Fritz-Kirchhoff-Schule in Berlin fort. Mit Beginn der 1960er Jahre konzentrierte sich Bauer zunächst auf die darstellende Kunst und gründete 1961 die Kleinkunstbühne „Die Brennnessel“. Zeitgleich belieferte er das Kinomelodram Riviera-Story mit einem eigenen Lied, Liebelei, seinem ersten Beitrag für den Film. Liebelei erreichte 1962 die Spitzenposition in der italienischen Hitparade.
Im Jahre 1963 schloss sich Rolf Bauer der Berliner Kleinkunstbühne „Die Wühlmäuse“ an, dem er bis 1972 die Treue hielt. Nebenbei schuf er sich ein zweites berufliches Standbein, wurde Musiklehrer für Rockmusik und gründete 1965 ein eigenes Tonstudio. 1968 kam Bauer erstmals mit dem Film in Kontakt. Er erhielt Nebenrollen in der sich anarchisch gebenden Lustspielklamotte Quartett im Bett und wirkte auch in Mehrmals täglich mit, dem ersten Film, in dem sein „Wühlmäuse“-Chef Dieter Hallervorden seine erste Hauptrolle verkörperte. Zeitgleich konnte Bauer an der Seite des Komponistenkollegen Horst A. Hass zu dem im Vorjahr (1967) als Reaktion auf den Sechstagekrieg in Israel gedrehten, hurrapatriotischen Kriegsfilm Schatten über Tiran – Kommando Sinai seine erste Filmkomposition unterbringen.
Zu Beginn der 1970er Jahre lieferte Rolf Bauer Filmmusiken zu einer Reihe von Softsexfilmchen vom Schlage Liebesmarkt in Dänemark, Die goldene Banane von Bad Porno, Der lüsterne Türke und Und mehrmals täglich quietschen die Matratzen. In zwei dieser Streifen wirkte er auch mit, doch mit der Zeit vernachlässigte Bauer seinen schauspielerischen Ehrgeiz, bis er nach 1980 nicht mehr vor die Kamera trat. Ab Mitte der 1970er Jahre kamen kompositorische Aufträge vom Fernsehen hinzu. Hier verfasste er unter anderem die Musiken für die Comedy-Reihe Didi – Der Untermieter mit seinem alten Chef Hallervorden und für die beliebte ARD-Vorabendserie Drei Damen vom Grill, wobei die Titelmusik dieser Serie bereits der Soundtrack des Softsexfilms Das sündige Bett von 1973 war. Bauer ist mit der ehemaligen SFB-Programmansagerin Renate Bauer verheiratet.

## Filmografie
als Schauspieler
- 1968: Quartett im Bett
- 1969: Darf ich Sie zur Mutter machen
- 1970: Der tägliche Rummel
- 1971: Die goldene Banane von Bad Porno
- 1972: Liebe zwischen Tür und Angel
- 1980: Hollywood, ich komme

als Komponist
- 1968: Kommando Sinai – Schatten über Tiran
- 1969: Darf ich Sie zur Mutter machen
- 1969: Josefine, das liebestolle Kätzchen
- 1970: Liebesmarkt in Dänemark
- 1971: Der lüsterne Türke
- 1971: Die goldene Banane von Bad Porno
- 1971: Bettkarriere
- 1972: Jungfrauen-Report
- 1972: Verführerinnen-Report
- 1973: Und mehrmals täglich quietschen die Matratzen
- 1973: Der Tanzstunden-Report
- 1973: Bettkanonen
- 1973: Bademeister-Report
- 1974: Pusteblume
- 1974: Ob Dirndl oder Lederhose – gejodelt wird ganz wild drauflos
- 1975: Das Amulett des Todes
- 1975: Anna und Edith
- 1976: … und sie genießen die Liebe
- 1977: Tagebuch eines Liebenden
- 1978: Das kalte Herz
- 1980: Scheidung auf französisch
- 1981: Achtung Zoll!
- 1982: Der Zappler
- 1983: Utopia
- 1984: Funny Boys und Funny Girls
- 1986: Didi – Der Untermieter
- 1988: Der Knick – Die Geschichte einer Wunderheilung
- 1988: Beule
- 1977–1992: Drei Damen vom Grill
- 1996: Die Wölfe (Wolves)